# Dovşanlı
Dovşanlı (ryska: Арачадзор, armeniska: Առաջաձոր, Arrajadzor) är en ort i Azerbajdzjan.   Den ligger i distriktet Kəlbəcər Rayonu, i den centrala delen av landet, 280 km väster om huvudstaden Baku. Dovşanlı ligger 984 meter över havet och antalet invånare är 741.
Terrängen runt Dovşanlı är huvudsakligen kuperad, men åt sydväst är den bergig. Runt Dovşanlı är det ganska glesbefolkat, med 32 invånare per kvadratkilometer.. Närmaste större samhälle är Aterk, 14,7 km nordväst om Dovşanlı. 
I omgivningarna runt Dovşanlı växer i huvudsak lövfällande lövskog.